# جود البايع
جود البايع (أو جود البائع) كان قيادي في حزب الكتائب اللبنانية، مسؤولًا عن منطقة زغرتا، في شمال لبنان. يُعتقد أن اغتياله في 7 يونيو 1978 قد تسبب في مجزرة إهدن. كان جود مدير بنك البحر المتوسط (الذي أصبح فيما بعد BankMed) في شكا، ورئيس مجلس بلدية كفردلاقوس (قرية في زغرتا) ونائب رئيس منطقة زغرتا في الكتائب. تم إنشاء منظمة باسمه تسمى «مؤسسة جود البايع الخيرية».

## اغتيال
في عام 1978، كانت التوترات عالية في شمال لبنان بين حزبي الكتائب والمردة، عندما حاولت الكتائب بسط سلطتها في المنطقة. حاول البايع فتح مكتب الكتائب في زغرتا قبل أن يُقتل في 8 حزيران 1978 على يد ستة مسلحين أرسلهم طوني فرنجية. بعد ستة أيام، في 13 يونيو / حزيران، قرر زعيم الكتائب بشير الجميل الرد بالهجوم على فرنجية وعائلته (بما في ذلك زوجته فيرا فرنجية وابنتهما جيهان البالغة من العمر ثلاث سنوات) وثلاثين آخرين من حراس المردة ومساعديهم. عُرفت بمذبحة إهدن.
نُفذت المداهمة قوة كوماندو قوامها 500 عنصر. كان القائد إيلي حبيقة مسؤولاً عن إطلاق الرصاصة المميتة، وأصيب القائد سمير جعجع وفقد وعيه قبل دخوله المنزل.
حاول بشير الجميل في البداية حل المشكلة عن طريق المفاوضات، عبر البطريرك الماروني أنطون خريش، لكن هذه المفاوضات لم تؤد إلى نتائج. ثم قرر الجميل الرد بشن غارة انتقامية على قصر فرنجية في إهدن. كانت الخطة الأصلية هي اعتقال من قتل البايع، وقد عُلم أنهم كانوا مختبئين في منزل فرنجية الصيفي في إهدن.